# Eclissi solare del 24 agosto 2063
L'Eclissi solare del 24 agosto 2063, di tipo totale, è un evento astronomico che avrà luogo il suddetto giorno con centralità attorno alle ore 01:22 UTC.
L'eclissi avrà un'ampiezza massima di 252 chilometri e una durata di 5 minuti e 49 secondi.  L'evento sarà visibile nei seguenti paesi: Cina, Mongolia, Corea del Nord, Russia, Giappone, Malden (Kiribati) e Polinesia francese.

## Eclissi correlate

### Eclissi solari 2062 - 2065
Questa eclissi è un membro di una serie semestrale. Un'eclissi in una serie semestrale di eclissi solari si ripete approssimativamente ogni 177 giorni e 4 ore (un semestre) in nodi alternati dell'orbita della Luna.

### Ciclo di Saros 136
L'evento fa parte del ciclo di Saros 136, che si ripete ogni 18 anni, 11 giorni, comprendente 71 eventi. La serie iniziò con un'eclissi solare parziale il 14 giugno 1360. Comprende eclissi ibride dal 22 novembre 1612 al 17 gennaio 1703 ed eclissi totali dal 27 gennaio 1721 fino al 13 maggio 2496. La serie termina al membro 71 con un'eclissi parziale il 30 luglio 2622. L'eclissi più lunga si è verificata il 20 giugno 1955, con una durata massima della totalità a 7 minuti e 7 secondi. Tutte le eclissi di questa serie si verificano nel nodo discendente della Luna.